# Большой человек в университетском городке
«Большой человек в университетском городке» — кинофильм режиссёра Джереми Кагана, комедия.

## Сюжет
На территории Калифорнии появляется странный огромный человек, внешне похожий на неандертальца. У него какое-то тёмное прошлое, его даже пытались поймать. На улице в городе Лос-Анджелес он встречает красивую девушку, которая ему нравится. И он решает поселиться в башне на территории Калифорнийского университета, рядом с домом встреченной девушки.
По мере развития сюжета, странный парень, которого зовут Боб Малуга, пытается похитить девушку, встревает в драку с её ухажёром, его пытаются изучать учёные. Но когда девушка попадает в беду, он сразу же помогает ей. Учёные и девушка Кати решают оставить его в башне университете, где он и продолжает свою жизнь.

## В ролях
- Аллан Кэтц — Боб Малугалугалугалугалуга (как можно длиннее)
- Кори Паркер — Алекс
- Синди Уильямс — Диана Жирар
- Мелора Хардин — Кати
- Геррит Грэм — Стенли Хойл
- Джессика Харпер — доктор Фиск
- Том Скерритт — доктор Уэбстер
- Джон Финнеган — Джудж Фергисон
- Билл Мори — Дин Крафворд
- Эндрю Блок — Милес Коэн

## Интересные факты
- Критики считают этот фильм удачным развитием темы сегодняшнего Квазимодо.
- Некоторые сравнивают этот фильм с фильмом Эльдара Рязанова «Человек ниоткуда» и отдают предпочтение последнему.